# Célestin Oliver
Célestin Oliver (12 de juliol de 1930 - 5 de juny de 2011) fou un futbolista francès.

## Selecció de França
Va formar part de l'equip francès a la Copa del Món de 1958.